# Shelton (Nebraska)
Pour les articles homonymes, voir Shelton.
Shelton est un village des comtés de Buffalo et de Hall, dans l'État du Nebraska, aux États-Unis. En 2020, il comptait une population de 1 034 habitants.